# Yenikoy (Emirdağ)
Yenikoy is een klein dorpje in Anatolië, in Turkije. Yenikoy ligt in de Provincie Afyonkarahisar en is verbonden aan het district Emirdağ. De vallei van Yenikoy is bewoonbaar gemaakt in het begin van de jaren 1900 door bewoners van het deeldistrict Davulga. De bewoners van Davulga en Yenikoy zijn Turken die tijdens Ottomaanse rijk uit Nagorno-Karabach (Azerbeidzjan) geëmigireerd zijn.

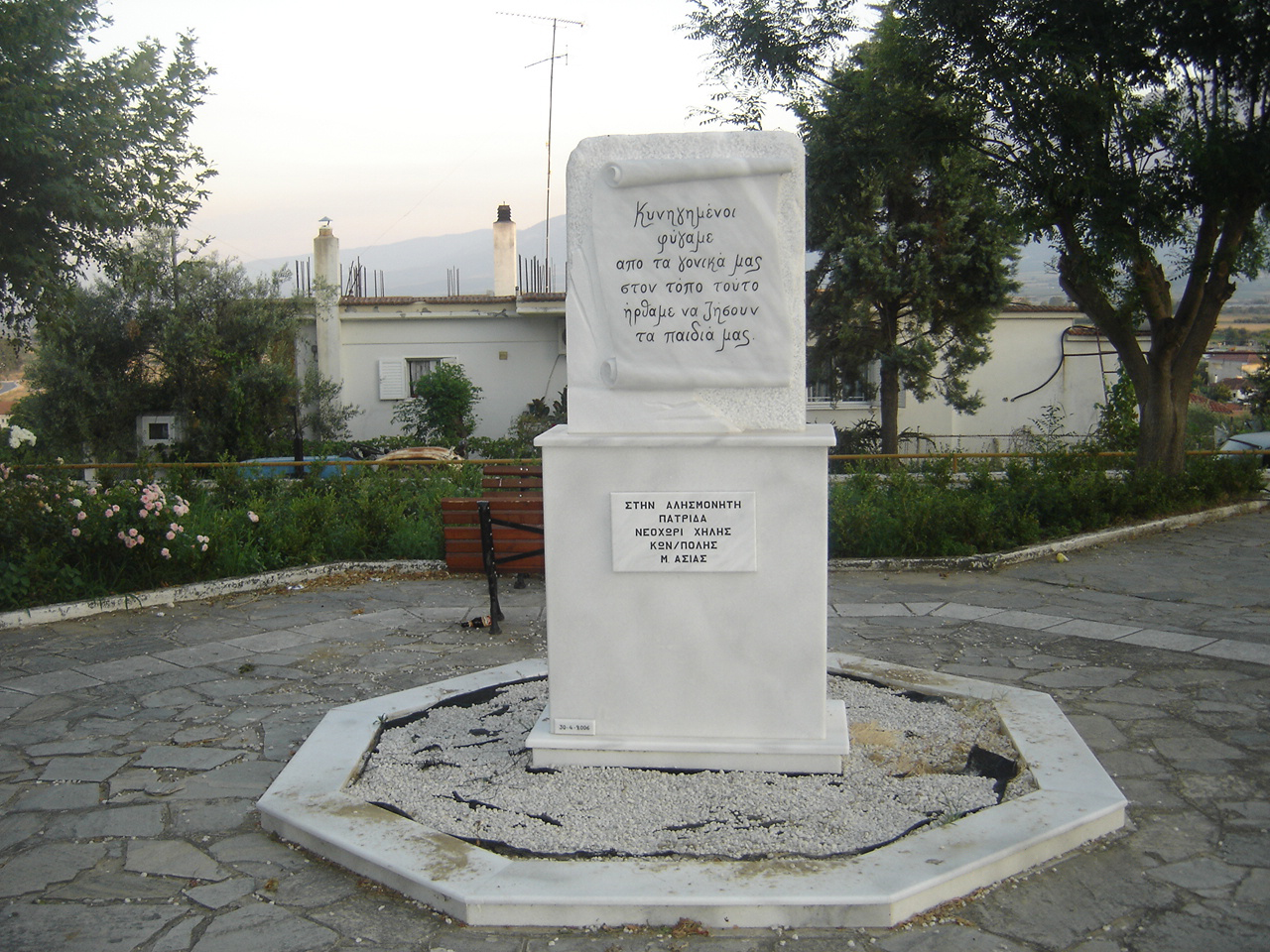
Monument ter nagedachtenis aan de gevluchte Grieken.

In Yenikoy woonden in het verleden Grieken, die na de Grieks-Turkse Oorlog in 1924 de plaats ontvluchtten.